# Амабіе
Амабіе (яп. アマビエ) — легендарна японська морська діва або русалка з ротом, схожим на пташиний дзьоб, і трьома ногами або хвостовими плавниками, яка нібито випливає з моря, пророкує або рясний урожай, або епідемію, і наказує людям робити копії її подоби для захисту від захворювання.

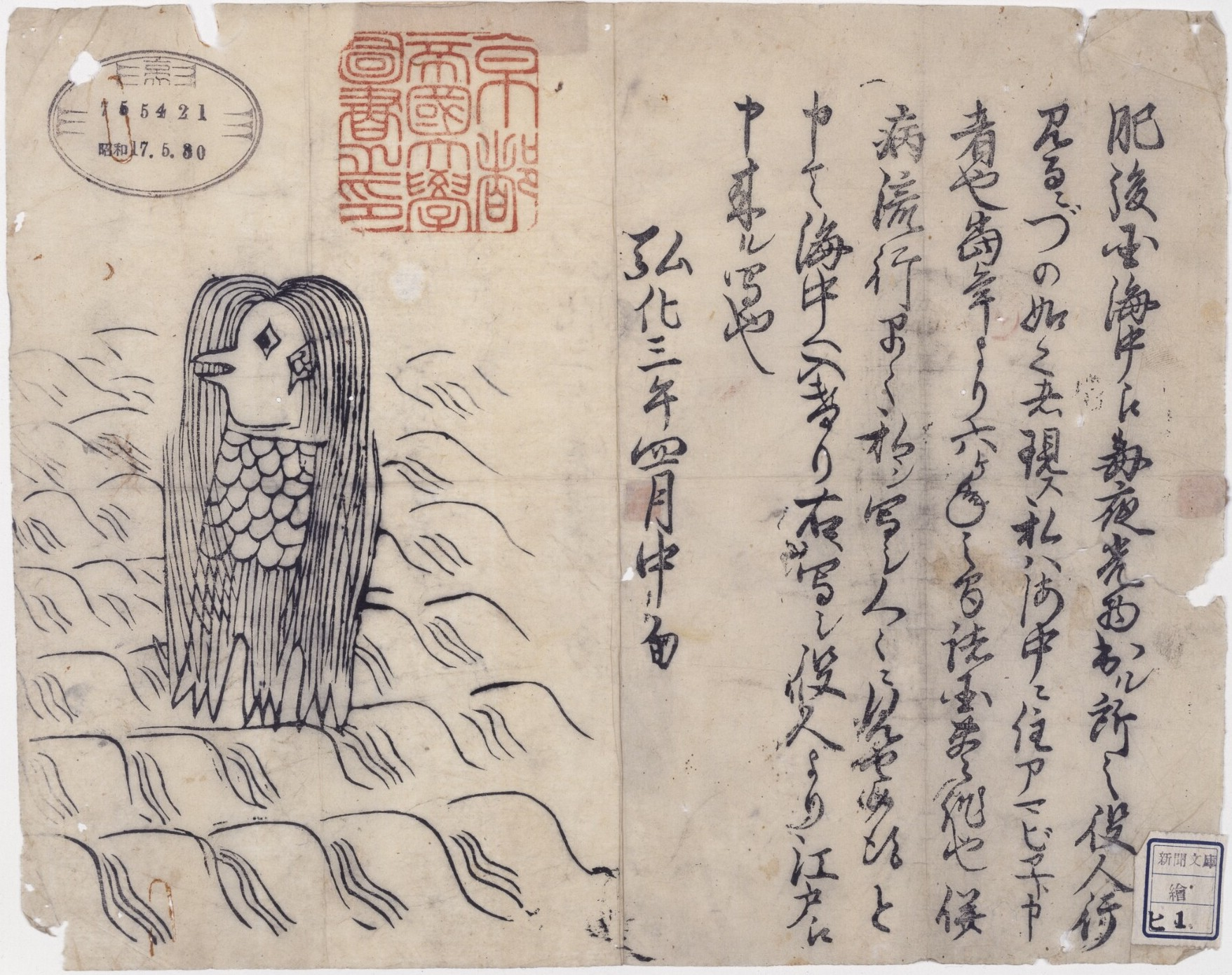
Амабіе. Ксилографічний відбиток, пізній період Едо, датований Кока 3 (1846).

Схоже, що амабе є варіантом або помилковим написанням amabiko або amahiko (яп. アマビコ, アマヒコ, 海彦, 尼彦, 天日子, 天彦, あま彦), також відомий як амахіко-nyūdo (яп. 尼彦入道), також пророчий звір, зображений по-різному в різних прикладах, здебільшого 3- або 4-ногий, і, як кажуть, мавпоподібний (іноді без тулуба), на думку коментаторів, схожа на ляльку Дарума, або на птаха, або на рибу.
Ця інформація зазвичай поширювалася у формі ілюстрованих бюлетенів (kawaraban) або брошур (surimono) або мальованих копій. Амабіе було зображено на гравюрі з датою 1846 року. Підтвердження того, що амабіко попередило амабіе, не було відомо до відкриття розписаної вручну листівки, датованої 1844 роком.
Існують також інші подібні yogenjū (яп. 予言獣), які не входять до групи амабіе/амабіко, наприклад, аріе (яп. アリエ).

## Легенда
Згідно з легендою, амабіе з'явилося в провінції Хіго (префектура Кумамото) приблизно в середині четвертого місяця, в рік Кока-3 (середина травня 1846) в період Едо. Об’єкт, що світиться, помічали в морі майже щоночі. Офіційний представник міста вирушив на узбережжя для розслідування та став свідком амабіе. Згідно з ескізом, зробленим цим чиновником, у нього була довга шерсть, рот, схожий на пташиний дзьоб, був вкритий лускою від шиї вниз і трилапий. Звернувшись до чиновника, він представився як амабіе і сказав йому, що живе у відкритому морі. Далі в ньому містилося пророцтво: «Добрий урожай триватиме упродовж шести років, починаючи з поточного року; якщо хвороба пошириться, намалюйте моє зображення та покажіть моє зображення тим, хто захворіє». Після цього воно повернулося в море. Оповідання було надруковано в kawaraban (бюлетені, друковані ксилкою), де був надрукований його портрет, і таким чином історія поширилася в Японії.

## Група Амабіко

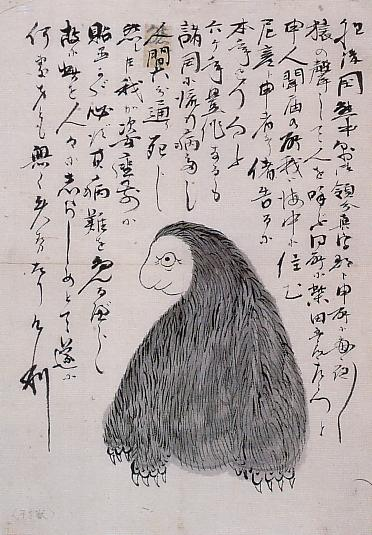
Амабіко видно в Хіго, картина, власність

Існує лише один унікальний запис про amabie, значення якого невідоме. Було припущення, що це амабіе було просто неправильним копіюванням «амабіко», істоти йокай, яку можна вважати ідентичною. Подібно до амабіе, амабіко є триногою або багатоногою пророчою істотою, яка наказує показувати свою художню схожість для захисту від хвороби чи смерті. Однак зовнішній вигляд амабіе, як кажуть, схожий на русалку (трилапість нібито походить від типу русалки під назвою jinjahime), і з цієї причини один дослідник робить висновок, що між ними недостатньо близької схожості у зовнішності.

### Варіації назви
Існує дюжина або більше свідчень про amabiko або amahiko (海彦; вар.あま彦, 尼彦, 天彦) збереглися (враховуючи amabie), з копіями, датованими 1843 роком (Темпо 14), можливо, найстарішими.

### Локальність явищ
Чотири описують появу в провінції Хіго, один повідомляє про Амабіко Nyūdo (яп. 尼彦入道, "the amahiko monk") у сусідній провінції Хюґа (префектура Міядзакі), інший нечітко вказує на західне море.
Окрім тих, що скупчені на півдні, два описують появу в провінції Етіґо на півночі.
У двох найстаріших записах (1844, 1846) точно не вказуються місця, але в кількох записах згадуються конкретні села чи округи (gun), які виявляються неіснуючими вигаданими назвами місць.

### Фізичні характеристики
Супровідні тексти підписів описують деяких як світяться (вночі) або мають мавпячі голоси, але опис зовнішнього вигляду досить мізерний. Газети та коментатори, однак, надають іконографічний аналіз малюнків (ручного розпису та гравюр).
Більшість зображень представляють амабіко/амабіе як 3-ногого (або з непарним числом ніг), у кількох випадках схоже на звичайне чотирилапе.
Мавпоподібна версія без тулуба.
амахіко/амабіко (яп. 海彦, ‘sea prince’), поява якого в провінції Ечіго задокументована на листівці, датованій 1844 роком (Темпо 15).
На скопійованій вручну брошурі ілюстрація зображує істоту, схожу на мавпу, з трьома ногами, причому ноги, здавалося б, виступають прямо з голови (без шиї чи тулуба між ними). Тіло та обличчя рясно вкриті коротким волоссям, за винятком лисини. Очі та вуха схожі на людські, з надутим або виступаючим ротом. Істота з'явилася в 1844 році і передбачила загибель 70 % населення Японії того року, яку можна було запобігти за допомогою її картини-амулета.
Амахіко-но-мікото
Амахіко-но-мікото (яп. 天日子尊, ‘His Highness Heaven Prince’) було помічене на рисовому полі в Юдзаві, Ніїґата, як повідомляє Tokyo Nichinichi Shinbun з 1875 р. На грубій газетній ілюстрації зображено безволосу чотирилапу ляльку Дарума, схожу на мавпу. Цей приклад виділяється тим, що він виник не в океані, а на вологому рисовому полі. Крім того, один дослідник зазначив, що додавання імператорського/божественного титулу «-мікото» нагадує ім'я одного з Амацукамі або «Небесних Божеств» стародавньої Японії.
Кажуть, що ця істота на грубому малюнку нагадує ляльку Дарума або мавпу.
Мавпячий голос

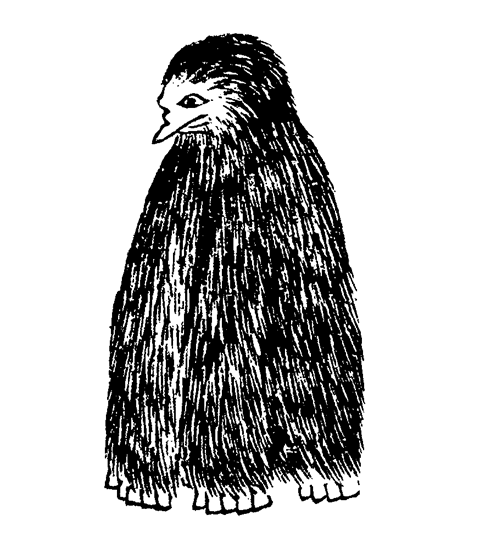
«Amabiko», проілюстрований в енциклопедії Kōbunko.

Є щонайменше три приклади, коли амабіко[?] плачуть як мавпи.
Тексти всіх трьох ідентифікують місце появи як Шіндзі-корі[?] (яп. 眞字郡/眞寺郡), неіснуючий округ у провінції Хіго, і називає першовідкривача, який почув мавпячі голоси, почуті вночі, і відшукав амабіко, як Шибата Гікозаемон (або Гороемон/Горозаемон).
Одна мавпячо-голоса amabiko[?] (яп. 尼彦, ‘nun prince’) представлена на розмальованій вручну копії, що належить Kōichi Yumoto, авторитет у вивченні цього йокай. Цей документ має кінець post quem 1871 року (Мейдзі 4) або пізніше. Кажуть, що картина зображує чотирилапого, надзвичайно подібного за формою до мікото (мавпа або лялька Дарума- лайк) коментаторами. Проте амахіко[?] (яп. あま彦), який кричав, як мавпа (газетний матеріал), як повідомляється, був намальований як «трилапе чудовисько». І приклад енциклопедії описує амабіко (яп. アマビコ) як кето (яп. 怪鳥, ‘monstrous bird’) у своєму підзаголовку.
Дотичним моментом є те, що цей текст, транскрибований у газеті, стосується «ми, амахіко, які живуть у морі», що свідчить про те, що існує кілька номерів цієї істоти.
Сяючий
Вищезазначений амахіко[?] (яп. あま彦, ‘? prince’) також був описаний як hikari-mono (яп. 光り物, glowing object). Світіння є атрибутом, загальним для інших прикладів, таких як амабіе та amahiko (яп. 尼彦/あまひこ, ‘nun prince’) про які повідомляється в Нагано Сінбун.
Амабіко (яп. 天彦, ‘heaven prince’) також нібито бачили світячим вночі в берегах Західного моря в епоху Темпо (1830—1844), і ілюстрації продавали по 5 сенів за штуку. Kasai, Tokyo-село Канамачі, Токіо, як повідомляється в іншій газеті за 20 жовтня 1881 року. Ця істота нібито передбачила глобальну загибель на тридцять з гаком років вперед, зручно збігаючись із часом, коли торговці продавали їх, що спонукало дослідника Ейшуна Наґано прокоментувати, що хоча текст міг або не міг справді бути складений у період Едо, ілюстрації, ймовірно, були сучасними, хоча він здогадується, що товар був ксилографічний друком сурімоно. Істота також стверджувала, що служить небесним божествам Тенбу або Дева (буддизму), хоча ймовірно мешкає в морі.
Старець або чернець
амахіко[?] nyūdō (яп. 尼彦入道, ‘nun prince monk’) на гравюрі сурімоно, яка нібито з'явилася в провінції Х'юґа. Ілюстрація тут нагадує стару людину з пташиним тілом і дев'ятьма ногами.

## Подібниййокай
У японському фольклорі чи народній уяві також існують інші подібні йокаї, які наслідують схему передбачення загибелі та наказують людям копіювати або переглядати його зображення, але, згідно з відомим дослідником, не входять у класифікацію амабіе/амабіко. Їх називають узагальнено «іншими» йогенью (яп. 予言獣).
Серед інших віщих звірів був аріе (яп. アリエ) , який з'явився в окрузі «Аоторі-корі» провінції Хіго, згідно з газетою Kōfu Nichinichi Shimbun від 17 червня 1876 року, хоча це повідомлення було розвінчано іншою роботою.

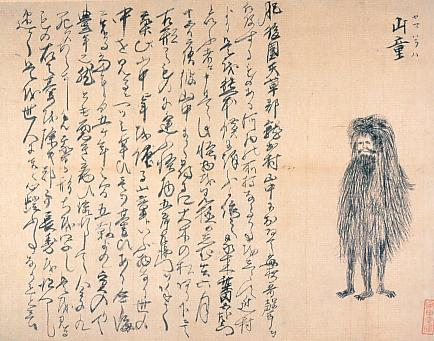

Вважається, що ямаварава у фольклорі Амакуса переслідує гори. Хоча жодна з цих двох останніх не випливає з моря, інші подібності, такі як пророцтво та трилапість, вказують на певний взаємозв'язок.
Існують різні інші істоти йокай, які значно відрізняються за зовнішнім виглядом, але мають здатність передбачати, наприклад кудан, jinjahime або «принцеса-святиня», hōnen game (яп. 豊年亀) або «черепаха врожайного року» та «жінка-черепаха».
Традиція на Заході приписує кожній морській істоті здатність передвіщати майбутнє, і в Європі не бракує легенд про мерфолків, які приносять пророцтва. З цієї причини в деяких колах амабіе вважається типом русалок. Але оскільки амабіе також приписують здатність відлякувати чуму, на думку деяких, її слід вважати скоріше божеством.

## COVID 19

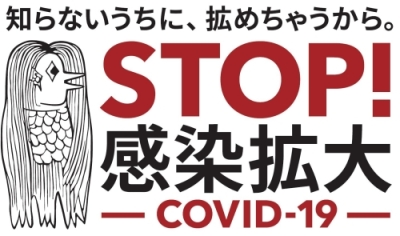
СТОП! Kansen Kakudai — COVID-19 — це плакат Міністерства охорони здоров'я, праці та соціального забезпечення.

Під час пандемії COVID-19 у Японії амабіе став популярною темою у Twitter у Японії. Художники манги (наприклад, Чіка Уміно, Марі Окадзакі та Тосінао Аокі) опублікували свої мультиплікаційні версії амабіе в соціальних мережах. Твіттер-акаунт Orochi Do, художнього магазину, який спеціалізується на розвішуванні сувоїв йокай, був першим твітом про «новий засіб протидії коронавірусу» наприкінці лютого 2020 року. Акаунт бота у Twitter (amabie14) збирає зображення amabie з березня 2020 року. Цю тенденцію помітили вчені.

## Виноски

### Пояснювальні записки
1. ↑  The Japanese letters ко (яп. コ) and e (яп. エ) being nearly interchangeably similar.
2. ↑  The remainder is a source that does not recount detail on the Amahiko Nyūdo[?] (яп. 天彦入道) «charms (majinai)» he is referring to, except that these were pasted at the door around the time of the Satsuma Rebellion (1877) in the environs of Hiraka, Akita where the local historian author is native. The source is the book Yasoō danwa (八十翁談話) written by a local man named Denichirō Terada.[12]
3. ↑  The leaf is bound along with unrelated material in the Tsubokawa manuscript (яп. 坪川本), now in the possession of the Fukui Prefectural Library (福井県立図書館). The painting was presumably by the known copyist, who was not born 1846, sot the 1844 date cannot be the date he painted it, but rather the date indicated on the original exemplar.[25]
4. ↑  "Shinji-gun" is a possible pronunciation for both forms given, but not verifiable since the phonetics are not provided. The character яп. 郡 here is the same as the character pronounced «kōri» in another example.[33]
5. ↑  "Hikozaemon" in the hand-painted copy. Goroemon in the newspaper transcripts, Gorozaemon in the encyclopedia.
6. ↑  Due to its mention of Kumamoto Prefecture.
7. ↑  Note that the furigana actually reads амахіма (яп. あまひま) in Nagano's transcription, but a misprint there is assumed.
8. ↑  Compare with Amabie which made only a 6-year forecast.
9. ↑  Now the Yamanashi Nichinichi Shimbun[ja].

### Цитування
1. ↑  Murakami, (2000) reads "six months from the current year (当年より六ヶ月)" (quoted in Nagano, (2005), с. 4), but Nagano, (2005), с. 25 prints the entire text and reads "six years from the current year (當年より六ヶ年)".
2. 1 2 3 4 5 6 7 8 9 10 11 12 13 14 15 16 17 18 19 20 21 22  Nagano, (2005).
3. 1 2  Yumoto, (1999).
4. 1 2 3  Nagano, (2005), nine examples (incl. amabie) collated by the different ways in which names are written, on p. 7.
5. 1 2  "Amabiko[?] (яп. あま彦). Mizuno Masanobu ed., Seisō kibun 青窓紀聞, Book 28, apud Nagano, (2009), с. 136—137
6. 1 2 3 4  Mozume Takami [японською], (Kechō) Amabiko (怪鳥)あまびこ, Kōbunko 広文庫, Kōbunko kankōkai, т. 1, с. 1151 Facsimile illustration and text from the Nagasaki kai'i shokan no utsushi 35.
7. 1 2 3  Taishō jidai wa 'amabiko'? Hyakkajiten ni amabie ni nita yōkai, Tochigi Ashikaga Gakko de tenji 大正時代は「アマビコ」？ 百科事典にアマビエに似た妖怪 栃木「足利学校」で展示 [Was it amabiko in the Taisho era? An amabie-like yokai in encyclopedia on exhibit at Ashikaga School in Tochigi]. Mainichi Shimbun. 3 червня 2020.(The Kōbunko example)
8. ↑  Kocchi ga ganso? Yamai-yoke yōkai amabie: Fukui de Edo-ki no shiryō hakken こっちが元祖？ 病よけ妖怪「アマビコ」 福井で江戸期の資料発見. Mainichi Shimbun. 3 червня 2020.(金森穣家本『雑書留』の「あま彦」。越前市武生公会堂記念館蔵)
9. ↑  Several more attestations were noted post-2005: a copy of Ambabiko[?] dated 1843 in Seisō kibun,[5] the facsimile and text of a different 1843 copy in an encyclopedia Кобунко[ja][6][7], and an 1844 dated copy preserved in Echizen city.[8]
10. ↑  Nagano, (2005), с. 7, 8, 9.
11. ↑  Nagano's 2005 paper considered the 1844 copy of the amabiko (‘sea prince’) to be the oldest,[10] but the 1843 copy in Nagano's 2009 essay[5] predates it, as well as the 1843 copy recorded in the encyclopedia.[6][7]
12. ↑  Nagano, (2005), p. 6, 25 and note (26).
13. ↑  Nagano, (2005), с. 8.
14. 1 2 3  Nagano, (2005), с. 7.
15. 1 2  Nagano, (2005), с. 6.
16. ↑  Nagano, (2005), с. 21.
17. 1 2  Nagano, (2005), с. 5—6.
18. ↑  Nagano (2005) states that out of the 9 examples of amabiko/amabie,[14] the pictorial representation is available for 5, but since actually includes amabie as evident from his subsequent commentary re leg-number classification,[15] the total number of pictures is 6.[16] Two are depicted as quadrupeds (Amahiko-no-Mikoto and hand-painted Amahiko 'nun prince'), three are 3-legged or 3-finned ('sea prince', amabie, and Amahiko (Nagano Shinbun)), and one instance of 9-legged (amahiko-nyūdō, print).[17]

On these paintings and prints, body hair and facial/head hair growth pattern also exhibit discrepancies.[17]。
19. ↑  Nagano, (2005), the exact wording is not «toro-less», but «as if three long legs are growing immediately out of the head portion 頭部からいきなり長い三本足が生えたような».
20. ↑  Nagano, (2005), с. 3.
21. ↑  The text is supplied with furigana phonetics which literally reads amahiko, but still could be read as either "amahiko" or "amabiko".[20] (Since дакутен or sonorant marks are routinely eschewed in older texts). Nagano prefers the «amabiko» reading in his paper.
22. ↑  Matsumoto, Yoshinosuke (1999). The Hotsuma Legends: Paths of the Ancestors: English translations on the Hotsuma tsutae. Т. 2. Переклад: Driver, Andrew. Japan Translation Centre. с. 106. ISBN 9784931326019.
23. ↑  English rendition "sea prince" adapted from Umisachihiko translated as "Prince Luck of the Sea".[22] But hiko could be regarded as "man" or a common name like "Jack".
24. ↑  Leaflet, as in written (and painted) on approximately a halved hanshi (paper)[ja] size (24 см × 33 см (9,45 дюйм × 13,0 дюйм)) paper,Nagano, (2005) i.e., very roughly a halved legal size paper.
25. ↑  Nagano, 2005, с. 2—3.
26. 1 2  Nagano, (2005), с. 9.
27. ↑  The leaflet is dated as the year of the dragon, and the text states it appeared on "this year of the dragon". This is an unusual case where the year of appearance is thus certain, because it is ambiguous in other examples.[26]
28. ↑  The specific example being Ame-no-wakahiko (яп. 天若日子) named in Japan's ancient pseudo-historical chronicles (kiki, i.e. Kojiki and Nihon Shoki.
29. ↑  Nagano, (2005), с. 13.
30. ↑  Two examples for comparison noted earlier by Nagano,[29] plus the example in the Kōbunko encyclopedia.[6][7]
31. ↑  Just Shinji[?] (яп. 眞字) in the encyclopedia.[6]
32. ↑  Nagano, (2005) gave 眞字郡 for both examples; Nagano, (2009) emended the reading of the hand-painted example to 眞寺郡.
33. 1 2  Наґано Шімбун[ja]　(21 June 1876 [Meiji 9]), text sans title reprinted at Nagano, (2005), с. 25. Cf. also Nagano, (2005), с. 5—6.
34. ↑  Another nonexistent county in Higo Province is Аонума-корі (яп. 青沼郡/あほぬまこほり), with a nonexistence beach Ізоно-хама (яп. 磯野浜) named as the амахіко (яп. 尼彦/あまひこ, nun prince) sighting spot by various «other newspapers» according to the Nagano Shinbun.[33]
35. ↑  Nagano, (2005), с. 24.
36. ↑  Nagano, (2005), с. 9, 18.
37. ↑  The pamphlets themselves obtained by the newspaper are not known to have survived, and does not give a date in the passage quoted in the newspaper, but Nagano writes that the reporting was current.[26] The newspaper claimed the pamphlets were replicas of pamphlets distributed during the cholera epidemic of 1858 (Ansei 5), with the text matching identically, and researcher Nagano accepts this earlier date of provenance.[36]
38. ↑  The pamphlets are identified as surimono (яп. 刷物) in the newspaper, which added they were about the size of a quartered ханші (папір)[ja] size, i.e., very roughly a quartered legal size paper as discussed in note above. Also the newspaper reprinted a normalized text mixed with kanji, revealing that the original was entirely in kana.
39. ↑  амахіко[?] nyūdō (яп. 尼彦入道) (surimono, also owned by Yumoto).
40. ↑  Nagano, (2005).
41. ↑  Yumoto, Kōichi [японською], ред. (2001). Chihō hatsu Meiji yōkai nyūsu 地方発明治妖怪ニュース (яп.). Kashiwa Shobo. с. 174—175. ISBN 978-4-7601-2089-5.
42. ↑  The county by the name of "Aoshima-gun" does not exist there and the news was pronounced "fanciful" by the Nagano Shimbun dated 30 June 1876.[41]
43. ↑  Yumoto, (1999), с. 178—180.
44. ↑  厚生労働省『STOP! 感染拡大――COVID-19』2020年。
45. ↑  Plague-predicting Japanese folklore creature resurfaces amid coronavirus chaos. Mainichi Daily News. 25 березня 2020.
46. ↑  Alt, Matt (9 квітня 2020). From Japan, a Mascot for the Pandemic. New Yorker. New York. Процитовано 9 квітня 2020.
47. ↑  Kuhn, Anthony (22 квітня 2020). In Japan, Mythical 'Amabie' Emerges from 19th Century Folklore to Fight COVID-19. NPR.
48. ↑  Furukawa, Yuki; Kansaku, Rei (2020). Amabié—A Japanese Symbol of the COVID-19 Pandemic. JAMA. 324 (6): 531—533. doi:10.1001/jama.2020.12660. PMID 32678430.
49. ↑  George, Sam (2020). Amabie goes viral: the monstrous mercreature returns to battle the Gothic Covid-19. Critical Quarterly. 62 (4): 32—40. doi:10.1111/criq.12579.
50. ↑  Merli, Claudia (2020). A chimeric being from Kyushu, Japan: Amabie's revival during Covid-19. Anthropology Today. 36 (5): 6—10. doi:10.1111/1467-8322.12602. PMC 7537237. PMID 33041422.